# 6939 Lestone
6939 Lestone eller 1952 SW1 är en asteroid i huvudbältet som upptäcktes den 22 september 1952 av den amerikanska astronomen Leland Cunningham vid Mount Wilson-observatoriet. Den är uppkallad efter byn Leighton Buzzard.
Asteroiden har en diameter på ungefär 5 kilometer och den tillhör asteroidgruppen Eunomia.